# Неманья Антонов
Неманья Антонов (серб. Nemanja Antonov / Немања Антонов; нар. 6 травня 1995, Панчево) — сербський футболіст, захисник угорського клубу МТК (Будапешт).

## Клубна кар'єра
Народився 6 травня 1995 року в місті Панчево. Вихованець футбольної школи клубу ОФК (Белград). Дорослу футбольну кар'єру розпочав 2012 року в основній команді того ж клубу, в якій провів три сезони, взявши участь у 41 матчі чемпіонату.
У липні 2015 року перейшов до швейцарського «Грассгоппера», де провів ще два сезони, після чого 30 серпня 2017 року повернувся на батьківщину, перейшовши на правах оренди в «Партизан». Станом на 17 квітня 2017 відіграв за белградську команду 2 матчі в національному чемпіонаті.

## Виступи за збірні
2013 року дебютував у складі юнацької збірної Сербії, разом з якою був учасником юнацького (U-19) чемпіонату Європи 2014 року, де дійшов з командою до півфіналу. Всього взяв участь у 6 іграх на юнацькому рівні.
Протягом 2014—2017 років залучався до складу молодіжної збірної Сербії. З командою став молодіжним чемпіоном світу 2015 року. Через два роки взяв участь у молодіжному чемпіонаті Європи 2017 року, проте цього разу серби не змогли вийти з групи. Загалом на молодіжному рівні зіграв у 27 офіційних матчах.

## Титули і досягнення
- Чемпіон світу (U-20): 2015
- Володар Кубка Сербії: 2018
- Володар Кубка Угорщини: 2021